# Visions Veterans Memorial Arena
Die Visions Veterans Memorial Arena ist eine Mehrzweckhalle in der US-amerikanischen Stadt Binghamton im Bundesstaat New York. Sie liegt in der Nähe des Ufers des Chenango River, wo er auf den Susquehanna River trifft. Sie ist seit 2021 Austragungsort der Heimspiele der Binghamton Black Bears der Federal Prospects Hockey League (FPHL).

## Geschichte
Der Bau der Arena wurde im Juni 1971 begonnen und nach rund zwei Jahren Bauzeit am 29. August 1973 eröffnet. Die Arena wurde anlässlich eines Wettbewerbs erbaut. Schon vor der Eröffnung fand die erste Veranstaltung mit dem Ringling Bros. and Barnum & Bailey Circus im Mai 1973 statt. Das erste Konzert gab die Rockband Chicago mit Bruce Springsteen im Vorprogramm am 20. Juni 1973. Bis Ende Juni 2014 trug die Veranstaltungsstätte den Namen Broome County Veterans Memorial Arena. Die Maines Paper and Food Service, Inc. wurde Namenssponsor für zunächst fünf Jahre. Optional konnte der Vertrag bis zu weitere 15 Jahre verlängert werden. Maines Paper and Food Service, Inc. zahlt für dafür jährlich 75.000 US-Dollar.
Als erste Eishockeymannschaft waren die Broome Dusters aus der NAHL im Broome County Veterans Memorial Arena von 1973 bis 1977 beheimatet. Von 1977 bis 1980 trug das Franchise der Binghamton Dusters der American Hockey League (AHL) die Heimspiele in der Arena aus. Nach deren Auflösung benutzte in den folgenden zehn Jahren das Team der Binghamton Whalers die Arena als Heimspielstätte. Des Weiteren war die Arena auch Austragungsort der Heimspiele der Binghamton Rangers (AHL) und B. C. Icemen der United Hockey League (UHL).
Von 2002 bis 2017 war die Sportstätte der Austragungsort der Heimpartien der Binghamton Senators, dem insgesamt vierten AHL-Franchise aus Binghamton. 2008 fand das AHL All-Star Classic in der Arena statt. 2017 wechselten mehrere Franchises den Standort, sodass die Arena bis 2020 die Binghamton Devils beherbergte. Außerdem wird die Mehrzweckhalle für weitere Veranstaltungen wie u. a. Konzerte, Basketball-Showspiele der Harlem Globetrotters und Familien-Shows genutzt.
Im August 2020 wurden die Visions Federal Credit Union (VFCU) und die Mirabito Energy Products neue Namenssponsoren der Halle. Die VFCU ist Hauptsponsor und der Vertrag läuft vom 1. Januar 2021 bis 2030. Mirabito ist Namensgeber der Kassenbereiche der Arena. Die Vereinbarung über zehn Jahre kann um fünf Jahre verlängert werden. Der Broome County als Eigentümer erhält jährlich 60.000 US-Dollar. Die Summe verdoppelt sich, wenn es dem County gelingt, die Finanzierung für eine Renovierung der Halle von insgesamt über 20 Mio. US-Dollar zu sichern.